# Gran Premio de Cataluña de Motociclismo de 2023
El Gran Premio de Cataluña de Motociclismo de 2023 (oficialmente: Gran Premi Monster Energy de Catalunya) fue la undécima prueba del Campeonato del Mundo de Motociclismo de 2023. Tuvo lugar en el fin de semana del 1 al 3 de septiembre de 2023 en el Circuito de Barcelona-Cataluña en Montmeló (España).
La carrera al sprint de MotoGP fue ganada por Aleix Espargaró, seguido de Francesco Bagnaia y Maverick Viñales.
La carrera de MotoGP fue ganada por Aleix Espargaró, seguido de Maverick Viñales y Jorge Martín. Jake Dixon fue el ganador de la prueba de Moto2, por delante de Arón Canet y Albert Arenas. La carrera de Moto3 fue ganada por David Alonso, Jaume Masiá fue segundo y José Antonio Rueda tercero.
Esta prueba fue la séptima ronda doble de la Temporada 2023 del Campeonato del Mundo de MotoE. La primera carrera de MotoE fue ganada por Andrea Mantovani, Mattia Casadei fue segundo y Héctor Garzó tercero. La segunda carrera fue ganada por Mattia Casadei, seguido de Andrea Mantovani y Nicholas Spinelli.

## Resultados

### Resultados MotoGP

#### Carrera al sprint
| Pos.    | N.º | Piloto                | Equipo                       | Constructor | Vueltas | Tiempo    | Parrilla | Puntos |
| ------- | --- | --------------------- | ---------------------------- | ----------- | ------- | --------- | -------- | ------ |
| 1       | 41  | Aleix Espargaró       | Aprilia Racing               | Aprilia     | 12      | 20:02.744 | 2        | 12     |
| 2       | 1   | Francesco Bagnaia     | Ducati Lenovo Team           | Ducati      | 12      | +1.989    | 1        | 9      |
| 3       | 12  | Maverick Viñales      | Aprilia Racing               | Aprilia     | 12      | +2.040    | 4        | 7      |
| 4       | 33  | Brad Binder           | Red Bull KTM Factory Racing  | KTM         | 12      | +2.857    | 9        | 6      |
| 5       | 89  | Jorge Martín          | Prima Pramac Racing          | Ducati      | 12      | +4.341    | 5        | 5      |
| 6       | 88  | Miguel Oliveira       | CryptoData RNF MotoGP Team   | Aprilia     | 12      | +4.940    | 3        | 4      |
| 7       | 5   | Johann Zarco          | Prima Pramac Racing          | Ducati      | 12      | +6.746    | 6        | 3      |
| 8       | 72  | Marco Bezzecchi       | Mooney VR46 Racing Team      | Ducati      | 12      | +6.888    | 10       | 2      |
| 9       | 23  | Enea Bastianini       | Ducati Lenovo Team           | Ducati      | 12      | +8.068    | 11       | 1      |
| 10      | 73  | Álex Márquez          | Gresini Racing MotoGP        | Ducati      | 12      | +10.380   | 7        |        |
| 11      | 93  | Marc Márquez          | Repsol Honda Team            | Honda       | 12      | +11.823   | 12       |        |
| 12      | 10  | Luca Marini           | Mooney VR46 Racing Team      | Ducati      | 12      | +11.900   | 18       |        |
| 13      | 49  | Fabio Di Giannantonio | Gresini Racing MotoGP        | Ducati      | 12      | +12.018   | 8        |        |
| 14      | 25  | Raúl Fernández        | CryptoData RNF MotoGP Team   | Aprilia     | 12      | +13.284   | 15       |        |
| 15      | 21  | Franco Morbidelli     | Monster Energy Yamaha MotoGP | Yamaha      | 12      | +16.207   | 16       |        |
| 16      | 43  | Jack Miller           | Red Bull KTM Factory Racing  | KTM         | 12      | +16.404   | 13       |        |
| 17      | 37  | Augusto Fernández     | GasGas Factory Racing Tech3  | KTM         | 12      | +16.534   | 19       |        |
| 18      | 20  | Fabio Quartararo      | Monster Energy Yamaha MotoGP | Yamaha      | 12      | +17.147   | 17       |        |
| 19      | 27  | Iker Lecuona          | LCR Honda Castrol            | Honda       | 12      | +18.658   | 22       |        |
| 20      | 30  | Takaaki Nakagami      | LCR Honda Idemitsu           | Honda       | 12      | +19.080   | 21       |        |
| 21      | 36  | Joan Mir              | Repsol Honda Team            | Honda       | 12      | +19.574   | 20       |        |
| Ret     | 44  | Pol Espargaró         | GasGas Factory Racing Tech3  | KTM         | 3       | Caída     | 14       |        |
| Fuente: |     |                       |                              |             |         |           |          |        |

#### Carrera larga
La carrera prevista a 24 vueltas, se paró por bandera roja durante la primera vuelta debido a una caída múltiple en la curva 1. Se reanudó a 23 vueltas con la parrilla original.  
| Pos.    | N.º | Piloto                | Equipo                       | Constructor | Vueltas | Tiempo              | Parrilla | Puntos |
| ------- | --- | --------------------- | ---------------------------- | ----------- | ------- | ------------------- | -------- | ------ |
| 1       | 41  | Aleix Espargaró       | Aprilia Racing               | Aprilia     | 23      | 38:56.159           | 2        | 25     |
| 2       | 12  | Maverick Viñales      | Aprilia Racing               | Aprilia     | 23      | +0.377              | 4        | 20     |
| 3       | 89  | Jorge Martín          | Prima Pramac Racing          | Ducati      | 23      | +2.831              | 5        | 16     |
| 4       | 5   | Johann Zarco          | Prima Pramac Racing          | Ducati      | 23      | +4.867              | 6        | 13     |
| 5       | 88  | Miguel Oliveira       | CryptoData RNF MotoGP Team   | Aprilia     | 23      | +7.529              | 3        | 11     |
| 6       | 73  | Álex Márquez          | Gresini Racing MotoGP        | Ducati      | 23      | +10.590             | 7        | 10     |
| 7       | 20  | Fabio Quartararo      | Monster Energy Yamaha MotoGP | Yamaha      | 23      | +10.821             | 17       | 9      |
| 8       | 43  | Jack Miller           | Red Bull KTM Factory Racing  | KTM         | 23      | +10.880             | 12       | 8      |
| 9       | 37  | Augusto Fernández     | GasGas Factory Racing Tech3  | KTM         | 23      | +12.889             | 19       | 7      |
| 10      | 49  | Fabio Di Giannantonio | Gresini Racing MotoGP        | Ducati      | 23      | +13.280             | 8        | 6      |
| 11      | 10  | Luca Marini           | Mooney VR46 Racing Team      | Ducati      | 23      | +16.491             | 18       | 5      |
| 12      | 72  | Marco Bezzecchi       | Mooney VR46 Racing Team      | Ducati      | 23      | +16.561             | 10       | 4      |
| 13      | 93  | Marc Márquez          | Repsol Honda Team            | Honda       | 23      | +21.616             | 11       | 3      |
| 14      | 21  | Franco Morbidelli     | Monster Energy Yamaha MotoGP | Yamaha      | 23      | +23.108             | 16       | 2      |
| 15      | 30  | Takaaki Nakagami      | LCR Honda Idemitsu           | Honda       | 23      | +26.740             | 21       | 1      |
| 16      | 27  | Iker Lecuona          | LCR Honda Castrol            | Honda       | 23      | +28.860             | 22       |        |
| 17      | 36  | Joan Mir              | Repsol Honda Team            | Honda       | 23      | +33.929             | 20       |        |
| Ret     | 25  | Raúl Fernández        | CryptoData RNF MotoGP Team   | Aprilia     | 10      | Fallo técnico       | 15       |        |
| Ret     | 33  | Brad Binder           | Red Bull KTM Factory Racing  | KTM         | 3       | Fallo técnico       | 9        |        |
| Ret     | 44  | Pol Espargaró         | GasGas Factory Racing Tech3  | KTM         | 1       | Fallo técnico       | 13       |        |
| DNS     | 1   | Francesco Bagnaia     | Ducati Lenovo Team           | Ducati      |         | No retomó la salida | 1        |        |
| DNS     | 23  | Enea Bastianini       | Ducati Lenovo Team           | Ducati      |         | No retomó la salida | 14       |        |
| 1.      |     |                       |                              |             |         |                     |          |        |
| Fuente: |     |                       |                              |             |         |                     |          |        |

### Resultados Moto2
| Pos.    | N.º | Piloto                  | Constructor | Vueltas | Tiempo    | Parrilla | Puntos |
| ------- | --- | ----------------------- | ----------- | ------- | --------- | -------- | ------ |
| 1       | 96  | Jake Dixon              | Kalex       | 21      | 36:51.330 | 1        | 25     |
| 2       | 40  | Arón Canet              | Kalex       | 21      | +0.205    | 2        | 20     |
| 3       | 75  | Albert Arenas           | Kalex       | 21      | +1.027    | 5        | 16     |
| 4       | 11  | Sergio García           | Kalex       | 21      | +2.258    | 8        | 13     |
| 5       | 18  | Manuel González         | Kalex       | 21      | +2.662    | 4        | 11     |
| 6       | 37  | Pedro Acosta            | Kalex       | 21      | +3.664    | 9        | 10     |
| 7       | 79  | Ai Ogura                | Kalex       | 21      | +4.239    | 3        | 9      |
| 8       | 21  | Alonso López            | Boscoscuro  | 21      | +4.314    | 7        | 8      |
| 9       | 22  | Sam Lowes               | Kalex       | 21      | +4.607    | 11       | 7      |
| 10      | 13  | Celestino Vietti        | Kalex       | 21      | +8.729    | 15       | 6      |
| 11      | 16  | Joe Roberts             | Kalex       | 21      | +9.476    | 14       | 5      |
| 12      | 7   | Barry Baltus            | Kalex       | 21      | +9.596    | 10       | 4      |
| 13      | 54  | Fermín Aldeguer         | Boscoscuro  | 21      | +9.821    | 6        | 3      |
| 14      | 35  | Somkiat Chantra         | Kalex       | 21      | +10.970   | 12       | 2      |
| 15      | 52  | Jeremy Alcoba           | Kalex       | 21      | +11.183   | 16       | 1      |
| 16      | 24  | Marcos Ramírez          | Kalex       | 21      | +11.315   | 18       |        |
| 17      | 14  | Tony Arbolino           | Kalex       | 21      | +16.859   | 20       |        |
| 18      | 84  | Zonta van den Goorbergh | Kalex       | 21      | +18.347   | 17       |        |
| 19      | 3   | Lukas Tulovic           | Kalex       | 21      | +25.537   | 22       |        |
| 20      | 72  | Borja Gómez             | Kalex       | 21      | +25.788   | 27       |        |
| 21      | 71  | Dennis Foggia           | Kalex       | 21      | +26.188   | 23       |        |
| 22      | 73  | Mattia Rato             | Kalex       | 21      | +29.443   | 25       |        |
| 23      | 33  | Rory Skinner            | Kalex       | 21      | +35.208   | 24       |        |
| 24      | 5   | Kohta Nozane            | Kalex       | 21      | +39.363   | 29       |        |
| 25      | 28  | Izan Guevara            | Kalex       | 21      | +52.086   | 28       |        |
| 26      | 55  | Yeray Ruiz              | Forward     | 21      | +53.208   | 30       |        |
| Ret     | 12  | Filip Salač             | Kalex       | 16      | Retirado  | 13       |        |
| Ret     | 64  | Bo Bendsneyder          | Kalex       | 8       | Retirado  | 19       |        |
| Ret     | 8   | Senna Agius             | Kalex       | 7       | Caída     | 21       |        |
| Ret     | 67  | Alberto Surra           | Forward     | 0       | Retirado  | 26       |        |
| 1.      |     |                         |             |         |           |          |        |
| Fuente: |     |                         |             |         |           |          |        |

### Resultados Moto3
| Pos.                                                                                            | N.º | Piloto             | Constructor | Vueltas | Tiempo       | Parrilla | Puntos |
| ----------------------------------------------------------------------------------------------- | --- | ------------------ | ----------- | ------- | ------------ | -------- | ------ |
| 1                                                                                               | 80  | David Alonso       | Gas Gas     | 18      | 33:00.945    | 12       | 25     |
| 2                                                                                               | 5   | Jaume Masià        | Honda       | 18      | +0.076       | 4        | 20     |
| 3                                                                                               | 99  | José Antonio Rueda | KTM         | 18      | +0.234       | 7        | 16     |
| 4                                                                                               | 71  | Ayumu Sasaki       | Husqvarna   | 18      | +0.289       | 13       | 13     |
| 5                                                                                               | 82  | Stefano Nepa       | KTM         | 18      | +0.401       | 8        | 11     |
| 6                                                                                               | 54  | Riccardo Rossi     | Honda       | 18      | +0.524       | 10       | 10     |
| 7                                                                                               | 27  | Kaito Toba         | Honda       | 18      | +0.680       | 9        | 9      |
| 8                                                                                               | 24  | Tatsuki Suzuki     | Honda       | 18      | +0.967       | 6        | 8      |
| 9                                                                                               | 6   | Ryusei Yamanaka    | Gas Gas     | 18      | +1.060       | 20       | 7      |
| 10                                                                                              | 48  | Iván Ortolá        | KTM         | 18      | +1.125       | 1        | 6      |
| 11                                                                                              | 18  | Matteo Bertelle    | Honda       | 18      | +1.304       | 5        | 5      |
| 12                                                                                              | 53  | Deniz Öncü         | KTM         | 18      | +6.129       | 2        | 4      |
| 13                                                                                              | 43  | Xavier Artigas     | CFMoto      | 18      | +6.458       | 22       | 3      |
| 14                                                                                              | 72  | Taiyo Furusato     | Honda       | 18      | +6.485       | 14       | 2      |
| 15                                                                                              | 55  | Romano Fenati      | Honda       | 18      | +6.964       | 29       | 1      |
| 16                                                                                              | 19  | Scott Ogden        | Honda       | 18      | +6.679       | 15       |        |
| 17                                                                                              | 10  | Diogo Moreira      | KTM         | 18      | +7.024       | 17       |        |
| 18                                                                                              | 66  | Joel Kelso         | CFMoto      | 18      | +7.098       | 3        |        |
| 19                                                                                              | 64  | Mario Aji          | Honda       | 18      | +7.150       | 21       |        |
| 20                                                                                              | 33  | Tatchakorn Buasri  | Honda       | 18      | +7.170       | 25       |        |
| 21                                                                                              | 38  | David Salvador     | KTM         | 18      | +10.354      | 18       |        |
| 22                                                                                              | 96  | Daniel Holgado     | KTM         | 18      | +14.757      | 11       |        |
| 23                                                                                              | 70  | Joshua Whatley     | Honda       | 18      | +18.755      | 26       |        |
| 24                                                                                              | 92  | David Almansa      | Husqvarna   | 18      | +18.800      | 23       |        |
| 25                                                                                              | 20  | Lorenzo Fellon     | KTM         | 18      | +27.664      | 24       |        |
| 26                                                                                              | 63  | Syarifuddin Azman  | KTM         | 18      | +32.185      | 28       |        |
| 27                                                                                              | 22  | Ana Carrasco       | KTM         | 18      | +32.287      | 27       |        |
| Ret                                                                                             | 44  | David Muñoz        | KTM         | 17      | Colisión     | 19       |        |
| Ret                                                                                             | 7   | Filippo Farioli    | KTM         | 4       | Caída        | 16       |        |
| DNS                                                                                             | 95  | Collin Veijer      | Husqvarna   |         | No participó |          |        |
| 1. 2. 3. - Collin Veijer fue declarado no apto tras una fractura del pie izquierdo y se retiró. |     |                    |             |         |              |          |        |
| Fuente:                                                                                         |     |                    |             |         |              |          |        |

### Resultados MotoE

#### Carrera 1
| Pos.    | N.º | Piloto             | Vueltas | Tiempo    | Parrilla | Puntos |
| ------- | --- | ------------------ | ------- | --------- | -------- | ------ |
| 1       | 9   | Andrea Mantovani   | 7       | 12:47.539 | 3        | 25     |
| 2       | 40  | Mattia Casadei     | 7       | +0.044    | 2        | 20     |
| 3       | 4   | Héctor Garzó       | 7       | +0.230    | 7        | 16     |
| 4       | 11  | Matteo Ferrari     | 7       | +0.950    | 6        | 13     |
| 5       | 29  | Nicholas Spinelli  | 7       | +1.011    | 8        | 11     |
| 6       | 3   | Randy Krummenacher | 7       | +2.129    | 11       | 10     |
| 7       | 81  | Jordi Torres       | 7       | +2.524    | 1        | 9      |
| 8       | 77  | Miquel Pons        | 7       | +2.962    | 5        | 8      |
| 9       | 61  | Alessandro Zaccone | 7       | +3.102    | 9        | 7      |
| 10      | 34  | Kevin Manfredi     | 7       | +3.379    | 14       | 6      |
| 11      | 21  | Kevin Zannoni      | 7       | +6.106    | 4        | 5      |
| 12      | 51  | Eric Granado       | 7       | +9.173    | 10       | 4      |
| 13      | 78  | Hikari Okubo       | 7       | +11.958   | 18       | 3      |
| 14      | 99  | Oscar Gutiérrez    | 7       | +12.075   | 12       | 2      |
| 15      | 72  | Alessio Finello    | 7       | +12.197   | 13       | 1      |
| 16      | 6   | María Herrera      | 7       | +16.270   | 16       |        |
| Ret     | 8   | Mika Pérez         | 4       | Caída     | 15       |        |
| EX      | 53  | Tito Rabat         | 0       | Excluido  | 17       |        |
| 1.      |     |                    |         |           |          |        |
| Fuente: |     |                    |         |           |          |        |

#### Carrera 2
| Pos.    | N.º | Piloto             | Vueltas | Tiempo    | Parrilla | Puntos |
| ------- | --- | ------------------ | ------- | --------- | -------- | ------ |
| 1       | 40  | Mattia Casadei     | 7       | 12:47.019 | 2        | 25     |
| 2       | 9   | Andrea Mantovani   | 7       | +0.072    | 3        | 20     |
| 3       | 29  | Nicholas Spinelli  | 7       | +0.388    | 8        | 16     |
| 4       | 4   | Héctor Garzó       | 7       | +0.424    | 7        | 13     |
| 5       | 11  | Matteo Ferrari     | 7       | +0.498    | 6        | 11     |
| 6       | 77  | Miquel Pons        | 7       | +1.071    | 5        | 10     |
| 7       | 21  | Kevin Zannoni      | 7       | +1.208    | 4        | 9      |
| 8       | 61  | Alessandro Zaccone | 7       | +1.801    | 9        | 8      |
| 9       | 3   | Randy Krummenacher | 7       | +2.596    | 11       | 7      |
| 10      | 51  | Eric Granado       | 7       | +4.458    | 10       | 6      |
| 11      | 99  | Oscar Gutiérrez    | 7       | +4.654    | 12       | 5      |
| 12      | 34  | Kevin Manfredi     | 7       | +6.389    | 14       | 4      |
| 13      | 78  | Hikari Okubo       | 7       | +11.180   | 18       | 3      |
| 14      | 8   | Mika Pérez         | 7       | +11.236   | 15       | 2      |
| 15      | 72  | Alessio Finello    | 7       | +15.523   | 13       | 1      |
| 16      | 6   | María Herrera      | 7       | +15.670   | 16       |        |
| Ret     | 81  | Jordi Torres       | 5       | Caída     | 1        |        |
| Ret     | 53  | Tito Rabat         | 4       | Caída     | 17       |        |
| 1.      |     |                    |         |           |          |        |
| Fuente: |     |                    |         |           |          |        |